# Auguste Landrieu
Pour les articles homonymes, voir Landrieu.
Auguste Landrieu est un gymnaste belge né le 13 avril 1888 à Renaix.

## Carrière
Il fait partie de l'équipe de Belgique qui remporte la médaille d'argent au concours général par équipes aux Jeux olympiques d'été de 1920 se tenant à Anvers.